# جلسة الاستماع الأمنية لأوبنهايمر

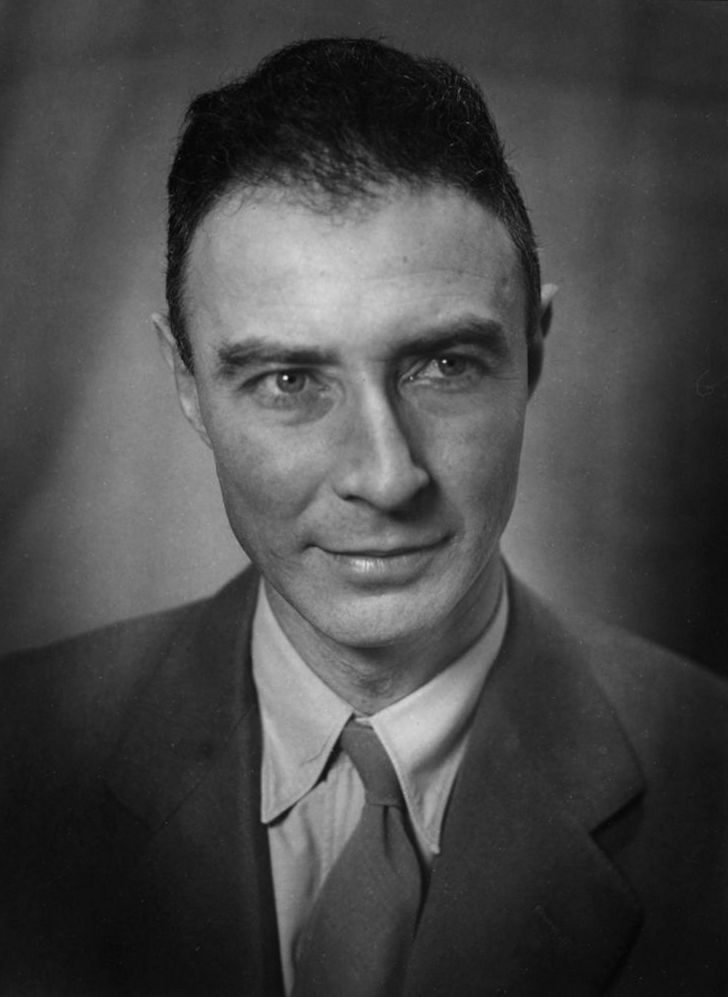

كانت جلسة الاستماع الأمنية لأوبنهايمر دعوى قضائية أعدتها هيئة الطاقة الذرية الأمريكية عام 1954، استطلعت خلفية جاي. روبرت أوبنهايمر وأفعاله وصلاته، وهو العالم الأمريكي الذي ترأس مختبر لوس ألاموس خلال الحرب العالمية الثانية، إذ لعب دورًا رئيسيًا في مشروع مانهاتن الذي طور القنبلة الذرية. أسفرت الجلسة عن إلغاء تصريح «كيو» لأوبنهايمر وكان هذا بمثابة النهاية الرسمية لعلاقته مع الولايات المتحدة الأمريكية وأثار جدلًا كبيرًا حول ما إذا كانت معاملة أوبنهايمر عادلة أم أنها مجرد سلوك مكارثيّ مناهض للشيوعية.
تعود الشكوك حول ولاء أوبنهايمر إلى ثلاثينيات القرن الماضي، عندما كان عضوًا في العديد من منظمات الجبهة الشيوعية وكان على صلة بالعديد من أعضاء الحزب الشيوعي في الولايات المتحدة، بما في ذلك زوجته وشقيقه. كانت صلاته هذه معروفة من قبل جيش مكافحة التجسس في الوقت الذي أصبح فيه رئيسًا لمختبر لوس ألاموس عام 1942، وللجنة الاستشارية العامة لذوي النفوذ التابعة لهيئة الطاقة الذرية الأمريكية عام 1947. شارك أوبنهايمر من خلال هذا المنصب في الصراع البيروقراطي بين الجيش والقوات الجوية على أنواع الأسلحة النووية التي تحتاجها البلاد، والصراع التقني بين العلماء حول جدوى القنبلة الهيدروجينية، والصراع الشخصي مع مفوض اللجنة الاقتصادية الأسترالية لويس شتراوس.
استُهلت الدعاوى بعد أن رفض أوبنهايمر التخلي عن تصريحه الأمني طواعيةً خلال عمله كمستشار للأسلحة النووية للحكومة، وذلك بموجب عقد من المفروض أن تنتهي صلاحيته في نهاية يونيو من عام 1954. وأدلى العديد من زملائه بشهاداتهم في جلسة الاستماع. وكنتيجة لقرار وافق عليه اثنان من أصل ثلاثة من القضاة الذين عقدوا جلسة الاستماع، جُرّد أوبنهايمر من تصريحه الأمني قبل يوم من انتهاء صلاحيته. ووجدت اللجنة أنه كان مخلصًا وكتومًا للأسرار الذرية، لكنها لم توصي بإعادة تصريحه الأمني.
أنهى فقدان أوبنهايمر لتصريحه الأمني دوره في الحكومة والسياسة. أصبح أوبنهايمر أكاديميًا منفيًا، معزولًا عن حياته المهنية السابقة والعالم الذي ساعد في إنشاءه. وتلطخت سمعة أولئك الذين شهدوا ضد أوبنهايمر، واستعاد أوبنهايمر سمعته السابقة جزئيًا بواسطة الرئيسين جون كينيدي وليندون جونسون. كانت قد انتهت الفترة الوجيزة التي رُحب فيها بالعلماء كمشاركين في المجال السياسي العام وكان العلماء الذين يعملون داخل الحكومة قد لاحظوا أن المعارضة لم تعد مقبولة.

## معلومات أساسية

### روبرت أوبنهايمر
كان جاي. روبرت أوبنهايمر أستاذًا للفيزياء بجامعة كاليفورنيا بيركلي قبل الحرب العالمية الثانية. وهو سليل عائلة ثرية من نيويورك. تخرج من جامعة هارفارد، ودرس في أوروبا في جامعة كامبريدج في إنجلترا وجامعة غوتنغن في ألمانيا (حيث حصل على شهادة الدكتوراه في الفيزياء تحت إشراف ماكس بورن في سن 23) وجامعة لايدن في هولندا. عُيّن في جامعة كاليفورنيا عام 1929 بسبب كونه واحدًا من علماء الفيزياء الأمريكيين القلائل الذين كانوا على فهم عميق بالمجال الجديد لميكانيكا الكم.
حقق أوبنهايمر إنجازات كبيرة كفيزيائي نظري. تنبأ في البحث الذي نشره عام 1930 حول معادلة ديراك بوجود البوزيترون. واستطلع في بحث نشره عام 1938، كتبه بالتعاون مع روبرت سيربر، خصائص النجوم البيضاء القزمة. وأعقب ذلك بحث كتبه بالتعاون مع أحد طلابه، وهو جورج فولكوف، شرحا فيه أنه هناك حد لكتلة النجوم ستغدو بعده غير مستقرة كنجوم نيوترونية وستخضع لانهيار جاذبيتها، سمي هذا الحد آنذاك بحد تولمان-أوبنهايمر-فولكوف.

### حادثة شوفالييه
كان العديد من شركاء أوبنهايمر في السنوات التي سبقت الحرب العالمية الثانية أعضاءً في الحزب الشيوعي في الولايات المتحدة الأمريكية، ومن بين هؤلاء، زوجته كيتي، التي قُتل زوجها الأول جو داليت أثناء قتاله مع كتيبة لينكولن في الحرب الأهلية الإسبانية، وشقيقه فرانك أوبنهايمر وزوجته جاكي، وصديقته جين تاتلوك. كان أحد زملائه الشيوعيين زميلًا في جامعة كاليفورنيا، وأستاذًا مساعدًا للأدب الفرنسي يدعى هاكون شوفالييه. التقى الاثنان خلال تجمع للموالين للجبهة الجمهورية (الحرب الأهلية الإسبانية) وشاركا في تأسيس فرع للاتحاد الأمريكي للمعلمين الذي يُعرف باسم لوكال 349. افتتح مكتب التحقيقات الفيدرالي ملفًا عن أوبنهايمر في مارس عام 1941، بعد أن حضر اجتماعًا في منزل شوفالييه عام 1940، وحضر هذا الاجتماع أيضًا ويليام شنايدرمان، سكرتير الحزب الشيوعي في ولاية كاليفورنيا، وأمين الصندوق إسحاق فولكوف، اللذان كانا مستهدفين من قبل مكتب التحقيقات الفيدرالي للمراقبة والتنصت وقد سجل العملاء رقم لوحة سيارة أوبنهايمر. لاحظ مكتب التحقيقات الفيدرالي أن أوبنهايمر كان عضوًا في اللجنة التنفيذية للاتحاد الأمريكي للحريات المدنية الذي يُعتبر جبهة شيوعية. أضاف مكتب التحقيقات الفيدرالي بعد وقت قصير اسم أوبنهايمر إلى فهرسه للحبس الاحتياطي للقبض عليه في حالة الطوارئ الوطنية.
حقق مكتب التحقيق الفيدرالي مع أوبنهايمر في 5 سبتمبر عام 1946. ربط أوبنهايمر مع «حادثة شوفالييه»، وأعطى تصريحات متناقضة ومربكة، إذ أخبر عملاء الحكومة أن شوفالييه اتصل به فقط، في حين صرح شوفالييه بأنه كان لديه ناقل محتمل من خلال إلتنتون للمعلومات التي يُمكن إرسالها للاتحاد السوفييتي.